# 沈越 (明朝進士)
沈越（1501年—1560年），字中甫，號韓峰，又號麓村，南京錦衣衛匠籍應天府江寧縣人。

## 生平
閏七月初八日生，行二，治《易經》，由國子生中式嘉靖四年（1525年）乙酉科應天府鄉試第一百二十五名舉人，年三十二歲中式嘉靖十一年（1532年）壬辰科會試第二百十九名，第三甲第九十四名進士。觀都察院政，任羅田縣知縣，陞監察御史，巡按江西，二十三年八月因甲辰会试案，失于纠察，降一级调外任，謫開州判官，遷彰德府推官，历官德安府同知。

## 家族
曾祖沈信，壽官；祖沈沂；父沈琪；前母李氏；母吳氏。永感下。兄超，弟起。有子沈朝陽，為池州教授。

## 相关
- 明甲辰科场案